# Sengoku Chōjū Giga
Sengoku Chōjū Giga (戦国鳥獣戯画?) es un anime dirigido por Takashi Sumida y producido por el estudio ILCA.

## Chōjugiga
El chōjugiga es una caricatura japonesa que satiriza aspectos sociales, aparecida en Japón en el siglo XIII. En la misma, se otorga un aspecto zoomorfo a las personas. En Sengoku Chōjū Giga se satirizan los distintos personajes del período Sengoku.

## Anime
El estudio ILCA ha estado a cargo de la producción de la serie, la cual cuenta con dos temporadas de 13 episodios cada una. Cada capítulo tiene una duración de 3 minutos. El director fue Takashi Sumida y el guion estuvo a cargo de Hiromu Kumamoto y Ryōichi Tsuchiya.

### Sengoku Chōjū Giga: Kō
Sengoku Chōjū Giga: Kō (戦国鳥獣戯画~甲~?) es la primera temporada de la serie. Fue estrenada en la temporada de otoño de 2016 en Japón.

#### Reparto
La narración estuvo a cargo de Megumi Hayashibara.
| Personaje          | Seiyū Original (Japón) |
| ------------------ | ---------------------- |
| Oda Nobunaga       | Hashinosuke Nakamura   |
| Toyotomi Hideyoshi | Ryōta Murai            |
| Tokugawa Ieyasu    | Masanari Wada          |

Otros integrantes del elenco han sido: Aoi Imagawa, Hiromu Mineta, Kōki Osamura, Masashi Mikami, Naoki Takahashi, Shin Nagahama, Taiga Fukazawa, Takayasu Ōya, Tomoya Ishii y Yūki Torigoe.

#### Banda sonora
- Ending: GKJ (= gekokujō) de Okashichae! por ChōjūGIG (miembros del elenco).

### Sengoku Chōjū Giga: Otsu
Sengoku Chōjū Giga: Otsu (戦国鳥獣戯画~乙~?) es la segunda temporada de la serie. Fue estrenada en la temporada de invierno de 2017 en Japón.
Tanto el equipo de producción como el elenco fue el mismo que el de la primera temporada. A éste se adicionó Yukihiro Takiguchi.